# Binnamangala, Sidlaghatta
Binnamangala là một làng thuộc tehsil Sidlaghatta, huyện Kolar, bang Karnataka, Ấn Độ.